# Midwestrap
Midwestrap is een rapstijl van de hiphopmuziek die afkomstig is uit het midden-westen (Midwest) van de Verenigde Staten, waaronder de steden Minneapolis, Cleveland, St. Louis, Chicago en Detroit.

## Midwestrap-artiesten
- Atmosphere
- Bizarre
- Blade Icewood
- Bone Thugs-n-Harmony
- Brother Ali
- Common
- Crucial Conflict
- D12
- The Dayton Family
- Da Brat
- Do or Die
- Eminem
- Eyedea & Abilities
- Heiruspecs
- Hydro Theropy
- I Self Devine
- J-Kwon
- Kanye West
- Kinto Sol
- MC Breed
- MF DOOM
- Nelly
- Obie Trice
- P.O.S
- Proof
- Psycho Drama
- Royce da 5'9"
- Slum Village
- St. Lunatics
- Street Lordz
- Tech N9ne
- Traxter
- Trick Trick
- Tripple Darkness
- Twista